# Michael Lang (Eisspeedwayfahrer)
Michael Lang (* 1958 oder 1959) ist ein deutscher Eisspeedway-Fahrer.
Der aus Trauchgau stammende Lang, von Beruf Kfz-Mechaniker, gehörte Anfang der 1990er Jahre zu den erfolgreichsten Eisspeedway-Fahrern und gilt als der „beste deutsche Eisspeedway-Fahrer aller Zeiten“.
Bereits 1991 gelang ihm bei den Weltmeisterschaften im niederländischen Assen der Sprung aufs Siegertreppchen, als er die Bronzemedaille gewann. Nach einem schweren Unfall in Frankfurt Anfang 1992 beim WM-Finale, bei dem ihm durch das ausscherende, spikeversetzte Hinterrad der Maschine seines Kontrahenten Alexander Balaschow der linke Oberschenkel aufgeschlitzt wurde, musste er infolge der nachfolgenden Operationen und durch Wundinfektionen bedingten Hautverpflanzungen zunächst pausieren. Er kehrte jedoch anschließend zu seinem Sport zurück und wurde im Dezember 1992 Deutscher Meister. Bei der Eisspeedway-Weltmeisterschaft im Februar 1993 in Saransk war Lang hinter dem Sieger Wladimir Fadejew und dessen zweitplatziertem russischen Landsmann Alexander Balaschow erneut Weltmeisterschaftsdritter noch vor Waleri Iwanow und Stefan Svensson. Überdies erreichte Lang, während seiner Karriere auf einer Jawa fahrend, mit der deutschen Mannschaft in den Jahren 1990 (mit Harald Baumann und Helmut Weber), 1992 (in der Zusammensetzung Lang, Diehr, Wehrle) und 1994 (gemeinsam mit Gunther Bauer und Georg Landenhamer) ebenfalls den Bronzemedaillenrang bei den jeweiligen Weltmeisterschaften.